# Салихов, Нурали Назарович
Нурали Назарович Салихов (род. 28 января 1957, Куляб) — советский, таджикский и российский учёный, филолог, доктор филологических наук, профессор.

## Биография
Нурали Назарович Салихов родился 28 января 1957 года в г. Кулябе Хатлонской области.
В 1980 году окончил филологический факультет Саратовского госуниверситета. 1980—1987 гг. — преподаватель, ст. преподаватель, доцент, зав. кафедрой на факультете русского языка и литературы в Кулябском государственном университете. 1998—2010 гг. — доцент, зав. кафедрой, декан филологического факультета Российско-Таджикского (славянского) университета.
С 2010 по 2012 г. работал на должности ректора Кулябского госуниверситета им. А. Рудаки. В 2012 году был назначен ректором Российско-Таджикского (славянского) университета.

## Научная и творческая деятельность
В 1985—1988 обучался в аспирантуре при кафедре методики преподавания литературы Московского государственного университета им. В. И. Ленина. В 1989 году защитил кандидатскую диссертацию «Содержание и методика проведения спецсеминара „Русско-таджикские литературные связи“ на национальном отделении педагогических вузов». В 2011 году защитил докторскую диссертацию и ему была присуждена ученая степень доктора филологических наук. Имеет более 70 публикаций по проблемам методики преподавания русской литературы и языка, иностранных языков в высших учебных заведениях, развития публицистики и литературных связей таджикского и русского народов. Участник ряда международных, региональных и межвузовских научных конференций.

## Основные публикации
- Публицистика и миростроительство в Таджикистане. — Душанбе, 2006;
- Летописец созидательного труда. — Душанбе, 2007;
- Журналистика в терминах и понятиях. Энциклопедический словарь системы СМИ: учебное пособие. — Душанбе, 2007;
- Тернистая дорога суверенитета. — Душанбе, 2008;
- Проблемы воспитания национального самосознания в таджикской публицистике. — Душанбе, 2008;
- Концепция гуманизма и её отображение в таджикской публицистике советского периода. — Душанбе, 2009;
- Техника и технология средств массовой информации. Печать, телевидение, радиовещание, Интернет: учебное пособие. — Душанбе, 2009;
- Публицистика нового времени. Её специфика и проблематичность. — Душанбе, 2010; Политическое противостояние в зеркале таджикской публицистики.- Душанбе, 2010;
- История журналистики стран Америки: учебное пособие. — Душанбе, 2013:
- История таджикской журналистики: учебно-методическое пособие. — Душанбе, 2014 и др.

## Награды
- Медаль Пушкина (26 августа 2016 года, Россия) — за популяризацию русского языка и литературы, укрепление связей в области образования между Российской Федерацией и Республикой Таджикистан[5].